# Promolotra
Genre
Promolotra est un genre d'araignées aranéomorphes de la famille des Oonopidae.

## Distribution
Les espèces de ce genre se rencontrent en Birmanie et en Chine.

## Liste des espèces
Selon World Spider Catalog (version 24.5, 29/10/2023) :
- Promolotra hponkanrazi Tong & Li, 2020
- Promolotra lushui Tong & Zhang, 2023
- Promolotra shankhaung Tong & Li, 2020

## Systématique et taxinomie
Ce genre a été décrit par Tong et Li en 2020 dans les Oonopidae.

## Publication originale
- Tong & Li, 2020 : « A new genus and two new species of oonopid spiders from Myanmar (Araneae, Oonopidae). » ZooKeys, no 931, p. 21-33 (texte intégral).